# 第26届中国金鸡百花电影节
第26届金鸡百花电影节于2017年9月13日-9月16日在内蒙古自治区呼和浩特市举办，由中国文联、中国电影家协会、呼和浩特市人民政府主办。

## 主体活动
- 电影节开幕式[2]

2017年9月13日20时在乌兰恰特大剧院举行。
- 第31届中国电影金鸡奖获提名者表彰仪式

2017年9月15日晚在乌兰恰特大剧院举行。
- 明星走红地毯仪式

2017年9月16日下午在内蒙古少数民族群众文化体育运动中心举行。
- 第31届中国电影金鸡奖颁奖典礼暨第26届中国金鸡百花电影节闭幕式

2017年9月16日晚在内蒙古少数民族群众文化体育运动中心举办行。

## 参展影片

### 少数民族影展
开幕影片为蒙古族导演麦丽丝执导的《一代天骄成吉思汗》。

## 学术论坛和影评征文活动
- 中国电影高峰论坛

2017年9月13日
- 中国电影科技论坛

2017年9月13日
- 电影与互联网发展论坛

2017年9月14日
- “两岸四地电影大师与‘青葱’计划五强青年导演对话”

2017年9月14日
- “文学大师谈电影”论坛

2017年9月15日
- 中国电影金鸡奖理论评论奖评选、表彰

2017年9月15日
- “金鸡百花杯”学生影评大赛

2017年5月至9月

## 颁奖典礼
- 第31届金鸡奖